# Halle d'Arpajon
La grande Halle d'Arpajon, ou Halle d'Arpajon, est une halle située sur la place du marché d'Arpajon, dans l'Essonne, en France.

## Histoire
Longue de trente-cinq mètres, large de dix-huit et haute à son maximum de quinze, la construction à deux pans bâtie en grès et en bois de chêne et de châtaignier remonte à 1470. Elle fut construite par Louis Malet de Graville pour y situer le marché local, dans la même période que la halle de Milly-la-Forêt. Depuis 1821, elle est propriété de la commune à la suite de son rachat à Philippe de Noailles. Halle commerciale, elle accueillait une foire aux bestiaux, puis à partir de 1922, une foire aux haricots.
Partiellement restaurée en 1951, le monument fait l'objet d'un classement au titre des monuments historiques par le décret du 3 février 1921.

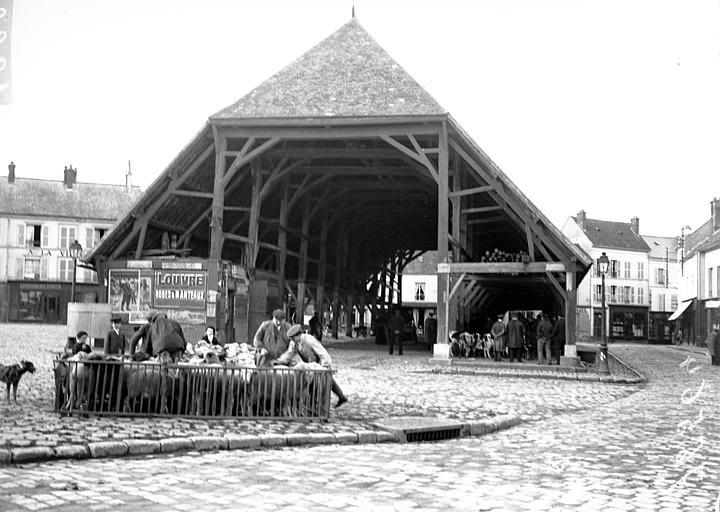
La halle au début du XXe siècle
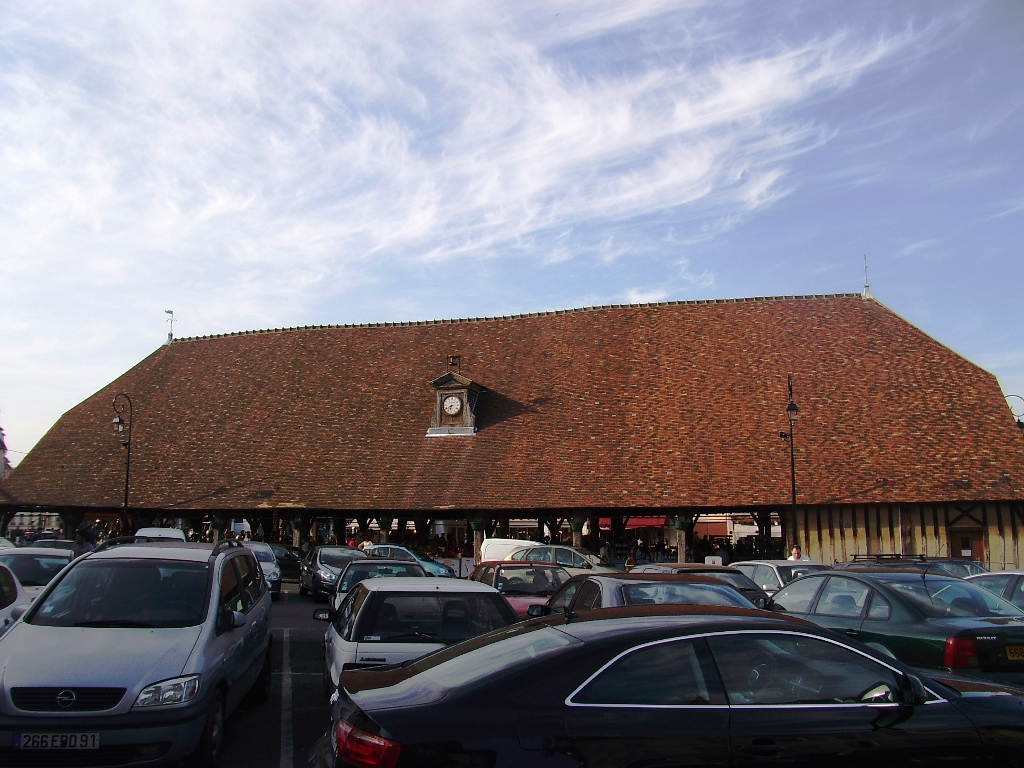
Côté sud de la grande Halle